# Aviat Aircraft Inc.
Aviat Aircraft Inc. és un fabricant nord-americà d'aeronaus esportives basat a Afton, Wyoming. És el fabricant d'aeronaus més antic què continua operatiu als Estats Units, ja que va ser fundada al 1939 amb el nom de Call Aircraft.
Aviat Aircraft construeix un avió d'acrobàcies anomenat Pitts Special, un avió anomenat Husky, i un avió d'autoconstrucció anomenat Eagle.
El president de l'empresa i propietari és Stuart Horn, qui va adquirir l'empresa el 1996.
El 1999, Aviat va adquirir els drets del Globe Swift, un avió esportiu biplaça del 1946, per intentar tornar-lo a construir. Un judici per l'ús del disseny per part de LoPresti en el seu model LoPresti Fury va retardar l'entrada de les dues aeronaus al mercat.

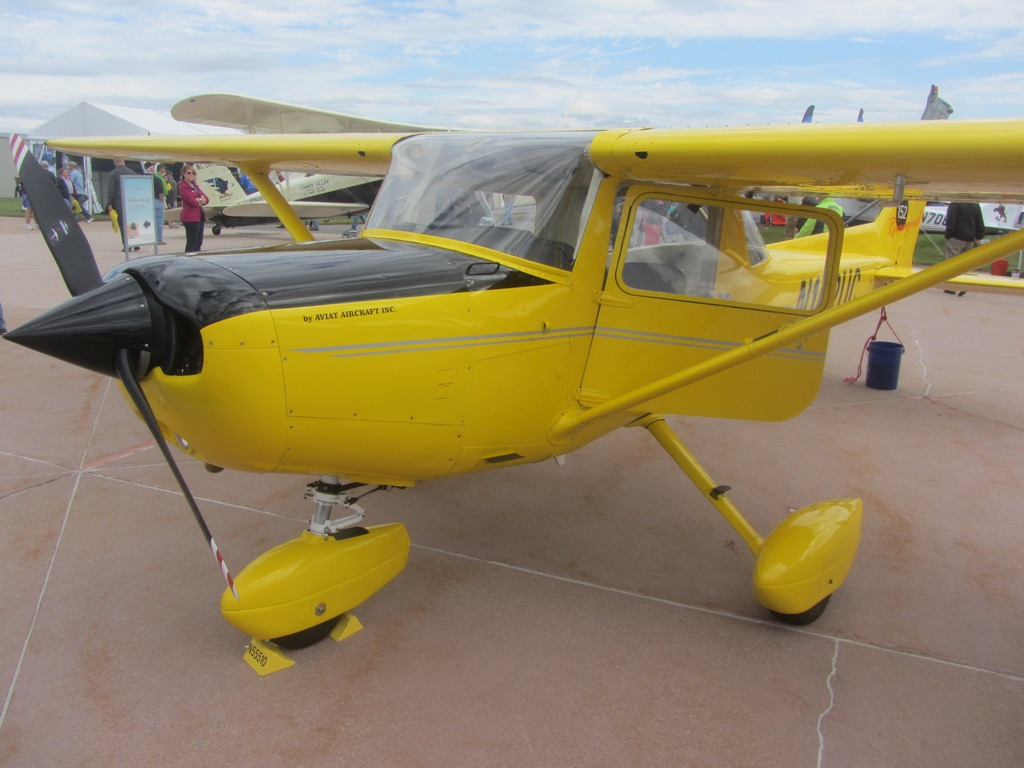
Aviat Aircraft Cessna 152

## Models d'aeronau
- Husky
- Pitts Special
- Eagle II